# Санкт-Ингберт

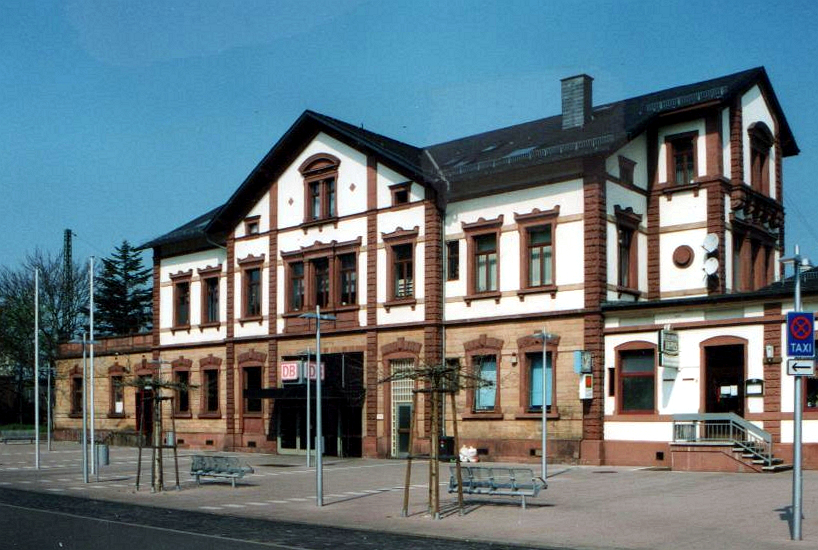
Вокзал

Санкт-Ингберт (нем. St. Ingbert) — город в Германии, в земле Саар.
Входит в состав района Саарпфальц. Население составляет 37 195 человек (на 31 декабря 2010 года). Занимает площадь 49,95 км². Город подразделяется на 5 городских районов.